# Erkka Petäjä
Erkka Petäjä (født 13. februar 1964 i Turku, Finland) er en finsk tidligere fodboldspiller (forsvarer). Han spillede hele 74 kampe for Finlands landshold i perioden 1988-1994, og var udlandsprofessionel i både Sverige og Schweiz.